# Kreativní ekonomie
Kreativní ekonomie je nová růstová teorie přelomu 20. a 21. století, která doposud nemá jednoznačně akceptované teoretické vymezení. Její nástup vychází z rozvoje nových informačních a komunikačních technologií (ICT), internetu a globalizace. Změny vyplývající z uvedených faktorů vyvolaly transformaci zaběhlých obchodních modelů, ale zároveň způsobily i výrazné společenské změny. Tyto nové skutečnosti zaznamenává právě kreativní ekonomie a rozšiřuje tak již zaběhlé růstové teorie o společensko-kulturní a urbanistický aspekt.

## Historický koncept
Počátek moderního hospodářského růstu je možné datovat od průmyslové revoluce, která započala na přelomu 18. a 19. století ve Velké Británii. V této době začaly technologie významně přispívat k hospodářskému růstu. Vliv technologií zaznamenal ve své exogenní růstové teorii Robert Solow, následovaný Paul Romerem a s ním spojenou endogenní růstovou teorií.
Úspěch průmyslové revoluce tkví nejen v zavedení nových technologických objevů a postupů, ale zároveň i v rozšiřování trhů. Výroba zboží se začala koncentrovat v průmyslových centrech, které dokázaly pokrýt poptávku na mnohem větším území. Současně se vytvořil prostor pro užší specializaci a spolupráci. Některá průmyslová místa sice zanikla, ale objevila se mnohá další, která kladla vyšší nároky na zaměstnance.
Tento trend rozšiřování trhů byl enormně podpořen rozkvětem ICT a internetu. Nejenže došlo k efektivnějšímu propojení celého světa a zkrácení vzdáleností, ale zároveň se vytvořily zcela nové pracovní pozice a obory. Technologický pokrok způsobil rozmach v oblasti vědy, kultury a zábavy. Objevila se enormní poptávka po nových pracovnících, kteří se umí orientovat v nových technologiích a zároveň mají kreativního ducha. Tuto pracovní třídu lze částečně ztotožnit s tzv. kreativní třídou, kterou již dříve definoval Richard Florida a charakterizoval ji jako nový motor ekonomiky.

## Kreativita a kreativní potenciál
Jak již uvedl John Howkins, tak kreativita je schopná vytvářet nápady, které lze ve vhodném prostředí transformovat do inovací. Nositeli této kreativity jsou právě kreativní pracovníci, kteří nejsou alokování rovnoměrně a navíc vykazují vysokou míru mobility.
Pokud chce být podnik, město či region kreativní a úspěšný, musí usilovat o co největší zastoupení kreativních pracovníků ve svém portfoliu zaměstnanců, či obyvatel. Jedině tito lidé zajistí zachování konkurenceschopnosti.
Mnozí autoři se pokouší měřit míru kreativity, či kreativního potenciálu. Avšak ve většině případů dochází k významnému omezení na tzv. kreativní průmysly. V těchto případech se jedná pouze o určitý výběr specifických oblastí průmyslu (marketing, architektura, umění design, film, televize…). Mnohé analýzy pak pracují pouze s těmito specifickými oblastmi průmyslu a neberou ohled na poměr kreativních pracovníků zapojených v hodnotovém řetězci. Ve výsledku tak dochází ke zkreslení výsledků provedených analýz, které mohou být zneužity zájmovými skupinami, například pro získání politické podpory.
Kreativní ekonomie tak pro obhajobu své teorie byla donucena formulovat svůj vlastní index, který byl pojmenován jako „Nový kreativní index“. Základní kostra byla inspirována kreativním indexem Richarda Floridy, avšak jeho náplň jednotlivých indexů je naprosto odlišná.

## Role kreativity v hospodářském růstu

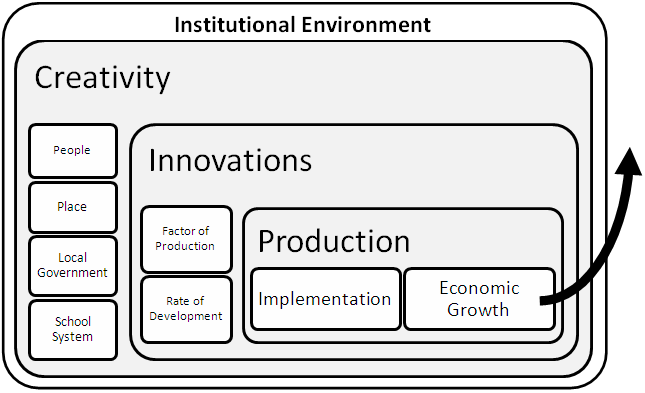
Creative Economics The system of economic growth in developed regions

Významný vliv kreativity lze pozorovat v rámci vyspělých ekonomik, které mají určitou úroveň hospodářského vývoje a vhodné institucionální prostředí. V takovém případě je kreativní prostředí determinováno přítomností kreativních pracovníků. Ovšem alokace takovýchto pracovníků je značně nerovnoměrná a odvíjí se od dvou základních faktorů vázaných k místu lokace. První faktor je vázán na pracovní trh. V takovém případě se nejedná pouze o vytvoření vhodných pracovních pozic, ale zejména o vytvoření vhodných pracovních podmínek (zejména legislativních). Druhý faktor se odvíjí od charakteristiky lokality a to ve smyslu, jak její otevřenosti, tak i vybavenosti pro volnočasové aktivity.
V případě, kdy budou jakékoliv subjekty (firmy, města, regiony, státy) v budoucnu usilovat o zachování konkurenceschopnosti, tak se budou muset zaměřit na způsob, jakým kreativní pracovníky přitáhnou, vychovají a hlavně udrží. Z tohoto důvodu klade kreativní ekonomie vysoký důraz na společensko-kulturní a urbanistickou složku.